# سبدی پر میوه، انبانی پر دانه و طبقی پر صیفی
سبدی پر میوه، انبانی پر دانه و طبقی پر صیفی نام کتابی اثر محمد دبیرسیاقی است. این کتاب مشهور به گشت و گذاری در کتاب ارشادالزراعه، اثر قاسم بن یوسف ابونصری هروی است. این اثر در سال ۱۳۸۸، و نیز چاپ دوم آن در سال ۱۳۹۰، توسط نشر سایه گستر، حدیث امروز منتشر شده‌است.

## از میوه باغ ارشاد الزراعه
سبدی پر میوه، انبانی پر دانه و طبقی پر صیفی ز میوه باغ ارشاد الزراعه با شواهد شعری از قرن چهارم تا چهاردهم هجری. محمد دبیر سیاقی در این اثر خود، ضمن برشمردن خواص گیاهان دارویی، اشعاری را که در آن از گیاه مورد نظر نام برده شده را بیان کرده‌است.
این کتاب دارای یک پیشگفتار و سه بخش با صفحه بندی مجزا می‌باشد.
- بخش نخست: سبدی پر میوه؛ از میوه باغ ارشادالزراعه(۱۷۹ صفحه)
- بخش دوم: انبانی پر دانه؛ حبوبات و غلات(۶۲ صفحه)
- بخش سوم: طبقی پر صیفی(۳۰ صفحه)

ادامه بخش‌های این کتاب در کتاب دیگر با نام آغوشی پر ریحان، دامنی پر گل قرار دارد که شامل بخش چهارم و پنجم می‌شود.

## نگاهی به متن کتاب

### از بخش نخست، میوه‌ها
- به یا آبی، بهی یا سفرجل
- شعر شاهد:

| تا سرخ بود چون رخ معشوقان نارنج |  | تا زرد بود چون رخ مهجوران آبی |

سروده: فرخی سیستانی
- نوری، نوعی زردآلو
- شعر شاهد:

| درخت نوری از گل چتر بر سر |  | چو شاه در فشان در قلب لشکر |

سروده: عبدی بیک شیرازی (دوحه الازهار)

### از بخش دوم، دانه‌ها
- جوز یا گردکان
- شعر شاهد:

| اچار خدایست، مزه و بوی خوش و رنگ |  | با سیب و ترنج آمد و جوز و بهی و نار |

سروده: ناصر خسرو قبادیانی

### از بخش سوم،صیفی جات
- سفج، سفجه یا سفچه(خربزه نارسیده کالک)
- شعر شاهد:

| ما و سرکوی ناوک و سفج و عصیر |  | اکنون که درآمد ای نگارین مه تیر |

سروده: ابوالمثل بخاری از لغت‌نامه اسدی